# George Dern
Pour les articles homonymes, voir Dern.
George Henry Dern, né le 8 septembre 1872 à Scribner (Nebraska) et mort le 27 août 1936 à Washington (district de Columbia), est un homme politique américain. Membre du Parti démocrate, il est gouverneur de l'Utah entre 1925 et 1933, président de l'Association nationale des gouverneurs entre 1928 et 1930 puis secrétaire à la Guerre entre 1933 et 1936 dans l'administration du président Franklin Delano Roosevelt.